# Focuri
Focuri é uma comuna romena localizada no distrito de Iaşi, na região de Moldávia. A comuna possui uma área de 60.21 km² e sua população era de 3914 habitantes segundo o censo de 2007.